# Повельяно, Лоренцо
Лоренцо Повельяно (итал. Lorenzo Povegliano; род. 11 ноября 1984, Пальманова, Фриули-Венеция-Джулия) — итальянский легкоатлет, специалист по метанию молота. Выступал на профессиональном уровне в 2002—2013 годах, обладатель бронзовой медали Универсиады, чемпион Европы среди юниоров, победитель и призёр первенств национального значения, участник летних Олимпийских игр в Лондоне.

## Биография
Лоренцо Повельяно родился 11 ноября 1984 года в коммуне Пальманова провинции Удине.
Успешно выступал на различных юниорских турнирах в метании молота в Италии начиная с 2002 года.
В 2003 году вошёл в состав итальянской сборной и выступил на юниорском европейском первенстве в Тампере, где превзошёл всех соперников и завоевал золотую награду.
В 2005 году среди прочего занял четвёртое место на молодёжном европейском первенстве в Эрфурте.
Будучи студентом, в 2007 году представлял страну на Всемирной Универсиаде в Бангкоке, где с результатом 71,41 стал шестым.
В 2011 году выиграл бронзовую медаль на Универсиаде в Шэньчжэне, уступив только поляку Павлу Файдеку и словаку Марцелу Ломницкому.
В 2012 году занял шестое место на Кубке Европы по зимним метаниям в Баре, одержал победу на чемпионате Италии в Брессаноне, выступил на чемпионате Европы в Хельсинки, тогда как на домашнем турнире в Кодройпо установил свой личный рекорд в метании молота — 79,08 метра. Выполнив олимпийский квалификационный норматив (78,00), удостоился права защищать честь страны на летних Олимпийских играх в Лондоне — на предварительном отборочном этапе метнул молот на 71,55 метра, чего оказалось недостаточно для выхода в финал.
После лондонской Олимпиады Повельяно ещё в течение некоторого времени оставался действующим спортсменом и продолжал принимать участие в крупнейших легкоатлетических турнирах. Так, в 2013 году он закрыл десятку сильнейших на Кубке Европы по зимним метаниям в Кастельоне, стал шестым на Средиземноморских играх в Мерсине.